# Cooper Black
Cooper Black es un tipo de letra diseñado por Oswald Bruce Cooper en 1921 y lanzada para su uso por Barnhart Brothers & Spindler en 1922. Actualmente viene con OpenOffice.org. Es usada notablemente en el logotipo de EasyJet, Deskanso y Tootsie Roll.

## Variantes
- Cooper Hilite
- Cooper Black Italic
- Cooper Black Condensed

Goudy Heavyface, Ludlow Black and Pabst Extra Bold están diseñados partiende de Cooper Black.
Soap, deseñado por Ray Larabie de Typodermic, es una variante de Cooper Black.
- Datos: Q3311696
- Multimedia: Cooper Black / Q3311696